# Jeanne au bûcher (film)
Pour les articles homonymes, voir Jeanne d'Arc (homonymie) et Bucher.
Pour plus de détails, voir Fiche technique et Distribution.
Jeanne au bûcher (Giovanna d'Arco al rogo) est un film historique franco-italien réalisé par Roberto Rossellini et sorti en 1954.

## Synopsis
Jeanne d'Arc rencontre, après sa mort, Frère Dominique et lui demande de conter sa vie terrestre qui défile alors devant elle...

## Fiche technique
Sauf indication contraire, les informations mentionnées dans cette section peuvent être confirmées par la base de données cinématographiques IMDb,  présente dans la section « Liens externes ».
- Titre français : Jeanne au bûcher[1]
- Titre original : Giovanna d'Arco al rogo[2]
- Réalisation : Roberto Rossellini
- Scénario : Roberto Rossellini d'après l'oratorio dramatique Jeanne d'Arc au bûcher, texte de Paul Claudel, musique d'Arthur Honegger
- Orchestre, chœurs et ballet du Théâtre San Carlo de Naples
- Photographie : Gabor Pogany
- Costumes : Adriana Maojo et Firerze
- Chorégraphie : Bianca Gallizia
- Trucages : Mannico Spagnoli
- Producteurs : Giorgio Criscuolo et Franco Francese
- Société de production : Produzioni Cinematografiche Associate, Franco London Films
- Pays de production :  Italie -  France
- Langue originale : italien
- Format : Couleurs (Gevacolor) - 1,37:1 - Son mono - 35 mm
- Genre : Drame historique
- Durée : 76 minutes (1 h 16)
- Dates de sorties : 
  - Italie : 20 décembre 1954
  - France : 1955

## Distribution
- Ingrid Bergman : Jeanne d'Arc
- Tullio Carminati : Frère Dominique
- Giacinto Prandelli : Porcus
- Augusto Romani : Le géant Heurtebise
- Agnese Dubbini : Mme Botti
- Gerardo Gaudisio : L'envoyé de justice

## Critique
Au moment d'une diffusion télévisée, Marine Landrot écrivait dans Télérama :

« Roberto Rossellini découvre cet oratorio de Paul Claudel et Arthur Honegger de façon uniquement sonore, en écoutant un disque, sans pouvoir prendre connaissance des nombreuses indications de mise en scène que l'écrivain a soigneusement données. Avant de tourner le film, il monte son spectacle à Naples, puis à Paris, à la manière d'un opéra spectaculaire et bouillonnant, au grand dam de Paul Claudel qui assiste aux répétitions, appuyé à sa canne, la mine déconfite... pour écrire plus tard, dans ses Mémoires : "Rossellini avait raison". Le résultat est bouleversant. Aux antipodes de sa composition chevaleresque d'Hollywood (Ingrid Bergman joua le rôle quatre fois !), l'épouse du cinéaste parvient à tempérer ses instincts démonstratifs, pour atteindre une impressionnante sobriété. Autour d'elle explosent trucages façon Méliès et clins d'œil humoristiques inattendus de la part du maître du néoréalisme. Une œuvre à redécouvrir, en appliquant le précepte de François Truffaut qui écrivait dans Arts : "Il faut, pour aimer le film de Rossellini, retrouver l'innocence d'un spectateur qui verrait le film pour la première fois". »